# Macrocoma aladina
Macrocoma aladina es una especie de insecto coleóptero de la familia Chrysomelidae.
Fue descrita científicamente en 1996 por Daccordi & Medvedev in Medvedev.